# Big Comic Spirits
Big Comic Spirits (jap. ビッグコミックスピリッツ Biggu Komikku Supirittsu) – japoński tygodnik z mangami seinen, wydawany od 14 października 1980 nakładem wydawnictwa Shōgakukan. W 2008 roku średni nakład wynosił ponad 300 000 egzemplarzy, jednak w 2015 roku spadł do 168 250. W 2009 roku wydawnictwo Shōgakukan uruchomiło nowy siostrzany magazyn o nazwie „Gekkan! Spirits”.

## Wybrane serie
- 20th Century Boys. Chłopaki z dwudziestego wieku (Naoki Urasawa)[5]
- Aoashi (Yugo Kobayashi)[6]
- Bezsenność po szkole (Makoto Ojiro)[7]
- Dance Dance Danseur (George Asakura)[8]
- Dead Dead Demon’s Dededede Destruction (Inio Asano)[9]
- Dobranoc, Punpunie (Inio Asano)[10]
- Gyo (Junji Itō)[11]
- Homunculus (Hideo Yamamoto)[12]
- I Am a Hero (Kengo Hanazawa)[13]
- Ikigami (Motoro Mase)[14]
- Jigokusei Remina (Junji Itō)[15]
- Maison Ikkoku (Rumiko Takahashi)[16]
- Po deszczu (Jun Mayuzuki)[17]
- Rainbow: Nisha rokubō no shichinin (Masasumi Kakizaki i George Abe)[18]
- Uzumaki (Junji Itō)[19]
- Wspaniała Birdy (Masami Yuki)[20]